# Bo Hansson

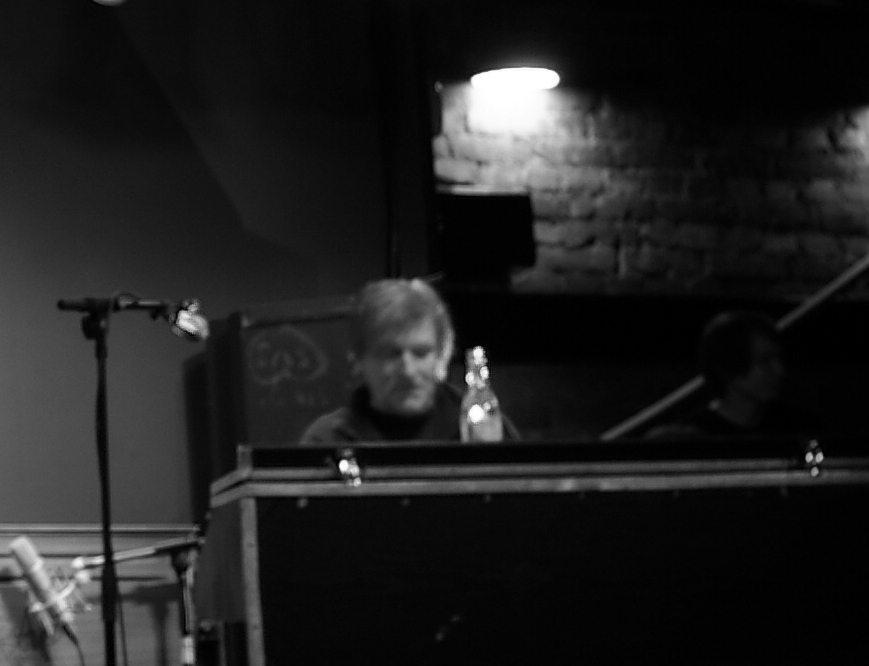
Bo Hansson in 2007

Bo Hansson (Göteborg, 10 april 1943 - Stockholm, 23 april 2010) was een Zweeds muzikant en organist. 
Hij is vooral bekend vanwege zijn in 1972 uitgebrachte album "Lord of the Rings" geïnspireerd op de trilogie geschreven door J.R.R. Tolkien. Hansson wordt door dit zogenaamde "conceptalbum" gezien als een belangrijke exponent van het genre psychedelische progressieve popmuziek. Het album was genoteerd buiten Zweden in de hitlijsten van onder meer Engeland, Amerika en Nederland.
Hansson is een van de eerste artiesten die alleen in de muziekstudio werkte en eigenlijk nooit optrad op het podium, ondanks diverse verzoeken van grote festivals in Europa (in het bijzonder Duitsland); de muzikant was er te verlegen voor.
Hansson schreef na zijn eerste succes ook muziek op basis van andere boeken, zoals Waterschapsheuvel. Zijn latere langspeelplaten evenaarden nooit het succes van de eerste.